# Castillo de Castellet
El castillo de Castellet se encuentra en el parque natural del Foix, enclave geográfico situado a mitad de camino entre Barcelona y Tarragona, en la comarca del Alto Panadés. Actualmente el castillo de Castellet es la sede social de la Fundació Abertis. En su interior hay salas  modernas que la fundación cede para presentaciones de libros, estudios y convenciones.

## Su historia medieval
El castillo de Castellet se levantó en defensa de la Marca Hispánica en el año 977. Su primera fisonomía era muy básica, formado tan solo por un “domicilium”, la torre de vigilancia, la torre de homenaje y una pequeña muralla que cerraba el conjunto. Más que un castillo era una gran casa fortificada donde se almacenaban armas y alimentos para los soldados que llegaban a sus fronteras con la misión de defender la Marca en las batallas de la Reconquista. Durante los siglos X y XI esta frontera tan conflictiva que separaba el Al-Ándalus de los condados cristianos se extendía desde las playas del Garraf hasta la resistencia más férrea en Asturias.
La Marca hispánica era una frontera cuya virtud era que, poco a poco, iba descendiendo en latitud y, poco a poco, iba expulsando a los árabes hacia Granada. Era una vasta red de castillos que con sus visuales cubrían grandes extensiones de terreno y así se ayudaban unos a otros.
Pero iba dejando a su paso unos residuos colaterales a su espalda: los castillos militares que perdían su única función al quedarse sin enemigos. Teóricamente esos castillos se dejaban perder en el tiempo ya que al estar colocados en puntos de difícil acceso hacían muy complicada su conservación. Lejos de perderse, el castillo de Castellet empezó a crecer ganando en poder y nobleza, tal contradicción sucede por la estratégica situación comercial de este castillo, a escasos dos kilómetros de la vía más importante de comercio en la costa catalana y a catorce kilómetros de Villanueva y Geltrú, del Vendrell y de Villafranca del Panadés: las tres capitales de las comarca que lo rodean, es el epicentro de lo que actualmente conoceríamos como veguería Penedès-Garraf. Esta localización supuso un estímulo para los nobles quienes veían el castillo de Castellet como posible sede desde donde ejercer de nuevo ese poder feudal perdido durante los años de invasión árabe.

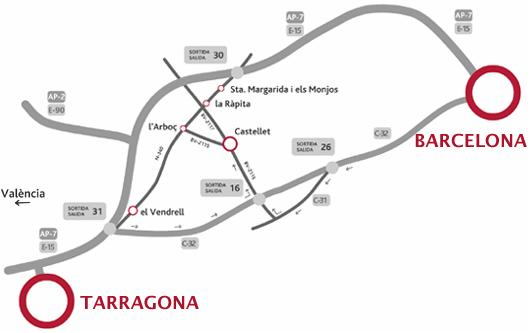
Localización de Castellet

Así pues, el castillo de Castellet derivó de castillo militar a residencia noble hasta pasar por las manos de 44 propietarios conocidos. Una cifra que aumentaría considerablemente si tuviéramos en cuenta los posibles usurpadores del castillo.
A continuación se expone la relación de propietarios demostrando así que el castillo de Castellet no fue una simple residencia noble más sino que fue deseado por muchos nobles de la época.

## Relación de propietarios
- Sunyer, fundador y creador del castillo
- Borrell II, hijo de Sunyer, lo vende en el 977 a Unifred.
- Lo hereda Odger de Castellet.
- Lo hereda Bernat d'Odger
- Lo hereda Ramon Bernat de Castellet y su hermano Rotllan Bernat de Castellet.
- Por venta en el 1076 pasa a manos de Ramón Berenguer I
- Lo hereda Ramón Berenguer II que hace un Juramento de fidelidad.
- Lo hereda Arnau Mir de Sant Marti.
- Lo hereda Jorda de Sant Martí quien jura fidelidad a Ramón Berenguer III.
- Entre 1112 y 1131 lo hereda Guillem de Sant Martí.
- 1189 hay un cambio de derechos entre el castillo de Sant Martí Sarroca y el Castell de Castellet
- Lo hereda Ferrer de Sant Martí
- Lo hereda Saurina de Castellet y Guillem de Mediona
- Aquí empieza el linaje Castellet,
- Lo hereda Bertran de Castellet
- 1323 lo hereda Blai de Castellet
- 1359 lo hereda Gispert de Castellet
- 1375 lo hereda Blai de Castellet
- 1405 lo hereda Blai (Blascot) de Castellet
- 1405 lo hereda Pere Torrelles
- 1409 lo hereda Martí de Guerrea
- 1459 por venta pasa a manos de Francesc Despla que lo adquiere por encargo de Bernat Requesens
- 1567 lo hereda Luis de Requesens.
- A lo largo de la guerra civil catalana el castillo pasa a manos de Manaut de Guerri, luego es devuelto a manos de Luis de Requesens para heredarlo Guillem Peralta quien se lo vende a Benet Peralta en 1472.
- En 1522 pasa a manos de Caterina Peralta
- Lo hereda Jaume Aguilar
- En 1539 por herencia lo recibe Jaume d'Aguilar Peralta Camporrells.
- Lo hereda en 1566 Francesc d'Aguilar Peralta quien lo cede a Cassador en 1595.
- Lo hereda Dionisa Aguilar
- En 1612 quien lo cede a Maria d'Icart Aguilar 1625.
- Lo hereda Andreu de Queralt, lo deja a su hijo Joan de Queralt quien lo deja en herencia en 1756 a Ignasi Andreu de Queralt.
- Lo hereda Joan Baptista de Queralt i de Pinós en 1766.
- Lo hereda Silvà Descatllar
- En 1803 para pasarlo a manos de Josep Safont en 1842, el último propietario histórico.
- Las familias nobles, a partir del siglo XIII, empezaron a hacer reformas en el castillo para mejorar sus condiciones de vida:

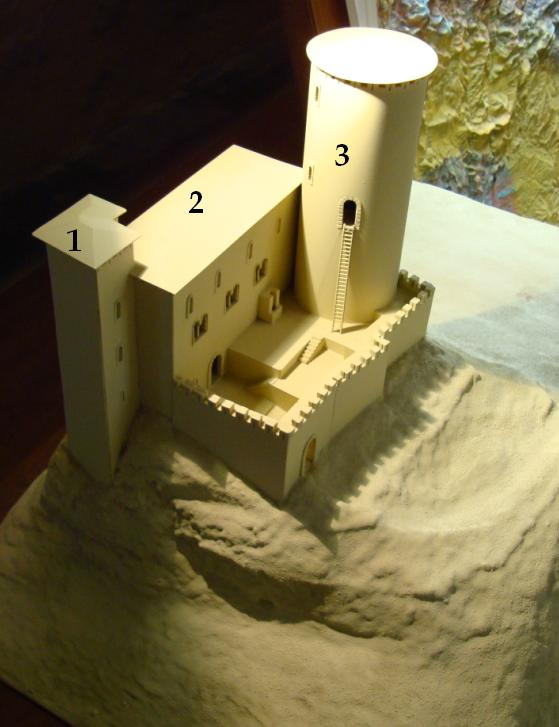
Partes del castillo a finales del : torre de vigilancia (1), un domicilium (2) de tres plantas y una torre de homenaje (3).

- A finales del siglo XI, el viejo castillo de la marca sur se convierte en castillo señorial al desplazarse la frontera hacia el sur de la península y quedar los territorios del Panadés incorporados al Condado de Barcelona.

En este momento el castillo está formado por una torre de vigilancia (1), un domicilium (2) de tres plantas y una torre de homenaje (3).
El conjunto lo cerraba una pequeña muralla y en el interior del patio había una cisterna que recogía las aguas pluviales .
El viejo castillo feudal se amplia en el siglo XIII con la construcción del palacio gótico catalán, el nuevo edificio residencial del castillo y adaptado a los gustos y confort de la época.
La puerta se abre por levante y se construye una poderosa muralla para admitir artillería. Además, la nueva muralla sirve para compactar todo el conjunto y unir el “domicilium” con el palacio gótico usando la torre de homenaje como vértice. Se dio un nuevo uso a las distintas áreas, el domicilium se convertía en edificio militar donde se guarecía la guarnición y en el palacio gótico era donde vivía la familia de los Castellet.

## Su historia tras la decadencia de la Edad Media, elsigloXX

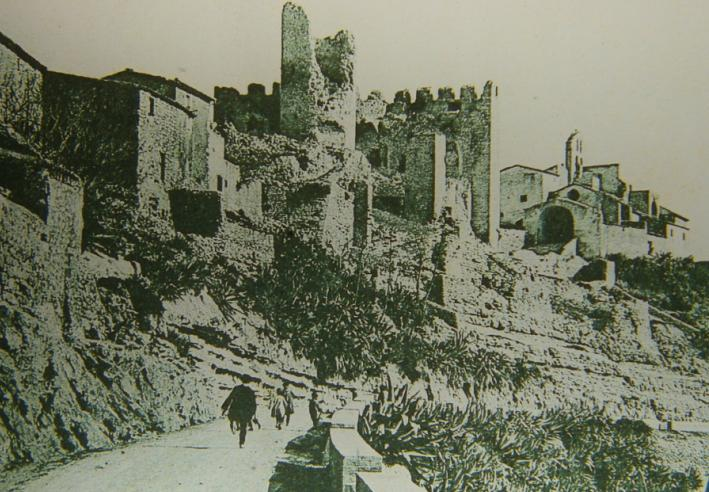
Vista del castillo antes de su restauración.

Tras un largo periodo de decadencia, desde el siglo XVI a principios del siglo XX, llegó un primer reconstructor al castillo: Josep de Peray i March. Este señor procedente de Barcelona se aventuró por las tierras del Panadés y se encontró con el castillo totalmente destruido. Lejos de apenarse por su estado, el señor de Peray decidió comprarlo y restaurarlo a su modo. Entre sus obras encontramos: la restauración de la torre de homenaje, la creación de un doble perímetro de murallas, la escalinata frontal (actual acceso al castillo y la construcción de tres salas modernistas pegadas al acceso del “domicilium”.

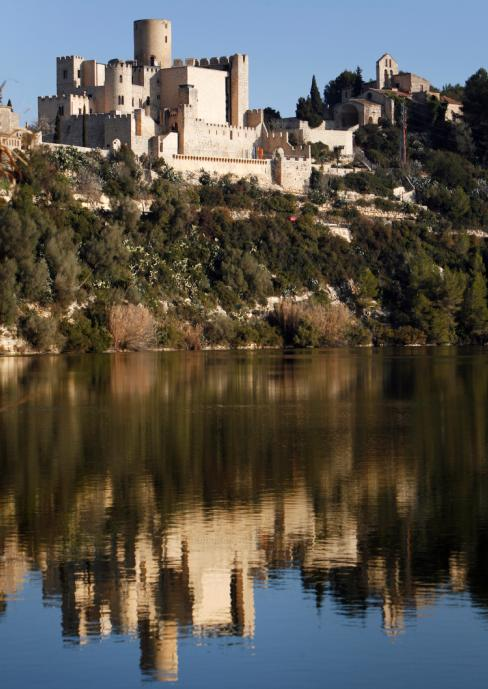
Vista del castillo actualmente.

Peray restauró el edificio sin seguir ningún tipo de consejo arquitectónico ni arqueológico, es por eso que en su interior sorprende encontrar suelos modernistas que intentan disimular un suelo medieval llenándolo de motivos heráldicos y mitológicos.
La creación del nuevo acceso al castillo por la parte de poniente se debe a un acto de acercamiento al pueblo por parte del nuevo propietario. Era visto como el forastero potentado que había comprado el castillo del pueblo, y la gente era muy reacia a su presencia. Para demostrar que su intención no era la de quedarse el castillo sino que lo que pretendía era restaurarlo y entregarlo de nuevo al municipio lo que hizo fue girar 180° la cara del castillo, creando colateralmente la “plaça del Castell”.
Su última obra fue la restauración de la torre de homenaje, la cual restauró y levantó hasta conseguir una altura actual de trece metros.
A continuación se expone la relación de propietarios durante el siglo XX:
Josep Esteban Capellades lo compró en 1923, en 1927 se lo vende a Josep de Peray i March quien se lo deja en herencia a su hijo Josep Anton de Peray i Batlle en 1946. Este, que era sacerdote, lo cede después de su muerte al "Hospital de nens pobres de Barcelona" en el año 1984. Años más tarde lo adquiere Autopistas C.E.S.A. en 1999 para finalmente llegar a las manos de la Fundació Abertis quien en el año 2001 empieza lo que sería la reconstrucción final del castillo para dejarlo en el estado actual.

## Últimos hallazgos

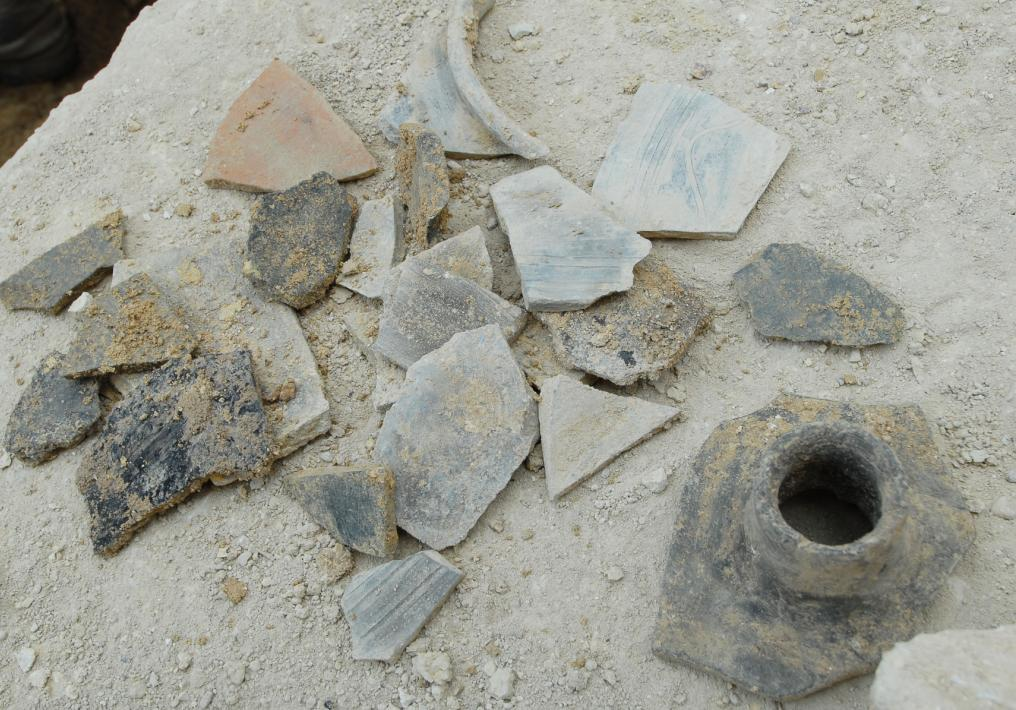
Restos de vajilla encontrados en las excavaciones realizadas.

Recientemente en el Castillo de Castellet se han encontrado restos arqueológicos que se remontan al siglo IV antes de Cristo, esto significa que el enclave geográfico pasa de tener mil años de historia a tener 2500. Desde los primeros restos íberos, pasando por vajillas griegas hasta llegar a las obras de los andalucines (iniciadores de la construcción del castillo) este punto estratégico ha albergado a numerosas civilizaciones que han pasado y dejado su rastro, actualmente se estudian los hallazgos para fecharlos y ubicarlos en la historia.
 